# 1913 dans les chemins de fer
Chronologie des chemins de fer
1912 dans les chemins de fer - 1913 - 1914 dans les chemins de fer

## Évènements

### Mars
- 6 mars, Madagascar : inauguration de la ligne de chemin de fer Brickaville-Tamatave[1].
- 18 mars, Dahomey : inauguration du prolongement de la ligne de tramway Porto-Novo-Sakété[2].

### Avril
- 30 avril.  France :   ouverture de la ligne Gueures - Clères sur le réseau du Chemin de fer de Normandie.

### Juillet
- 13 juillet.  France :   ouverture de la première section de la ligne 8 du métro de Paris : Opéra - Beaugrenelle, à l'exception des stations Concorde et Invalides.

### Août
- 1er août.  France :   mise en service de la ligne d'Arles-sur-Tech à Prats-de-Mollo et de son embranchement vers Saint-Laurent-de-Cerdans.

### Septembre
- 30 septembre.  France :   ouverture de la section Beaugrenelle - Porte d'Auteuil de la ligne 8 du métro de Paris.

### Octobre
- 1er octobre, France : création de la Régie départementale des transports des Bouches-du-Rhône.

### Novembre
Novembre, France : deux stations de la ligne 5 du métro de Paris (ligne 6 aujourd'hui) changent de nom : Rue de Sèvres devient Sèvres - Lecourbe et La Motte-Picquet devient La Motte-Picquet - Grenelle.
- 15 novembre.  France :   la station Vaugirard de la ligne 4 du métro de Paris devient Saint-Placide.

- 20 novembre.  France :   ouverture de la section Moûtiers-Salins-Brides-les-Bains - Bourg-Saint-Maurice de la ligne de la Tarentaise.

### Décembre
- 1er décembre.  Royaume-Uni :   prolongement de la Bakerloo line du métro de Londres à Paddington.

- 24 décembre.  France :   ouverture (après la section de ligne) de la station Invalides de la ligne 8 du métro de Paris.